# Beijing Challenger
Il Beijing Challenger è stato un torneo professionistico maschile di tennis giocato su campi in cemento. Faceva parte dell'ATP Challenger Series e si giocava annualmente a Pechino, in Cina.

## Albo d'oro

### Singolare
| Anno       | Campione         | Finalista          | Punteggio     |
| ---------- | ---------------- | ------------------ | ------------- |
| 2004       | Justin Gimelstob | Alex Bogomolov Jr. | 6–1, 6–3      |
| 2003- 1997 | Non disputato    | Non disputato      | Non disputato |
| 1996       | Yong-Il Yoon     | Jia-Ping Xia       | 6–4, 2–6, 6–1 |
| 1995       | Dinu Pescariu    | João Cunha e Silva | 3–6, 6–2, 6–3 |
| 1994- 1990 | Non disputato    | Non disputato      | Non disputato |
| 1989       | Kim Bong-Soo     | Bruce Derlin       | 6–4, 6–2      |

### Doppio maschile
| Anno       | Campioni                        | Finalisti                       | Punteggio     |
| ---------- | ------------------------------- | ------------------------------- | ------------- |
| 2004       | Ashley Fisher Tripp Phillips    | Justin Gimelstob Graydon Oliver | 7–5, 7–5      |
| 2003- 1997 | Non disputato                   | Non disputato                   | Non disputato |
| 1996       | Mahesh Bhupathi Peter Tramacchi | Nir Welgreen Andres Zingman     | 6–2, 6–3      |
| 1995       | Ivan Baron João Cunha e Silva   | Laurence Tieleman Martin Zumpft | 6–4, 6–4      |
| 1994- 1990 | Non disputato                   | Non disputato                   | Non disputato |
| 1989       | Zeeshan Ali Bruce Derlin        | Brian Devening Craig Johnson    | 6–4, 6–4      |

### Doppio misto
| Anno | Campioni                            | Finalisti                     | Punteggio |
| ---- | ----------------------------------- | ----------------------------- | --------- |
| 2004 | Tripp Phillips Emmanuelle Gagliardi | Justin Gimelstob Jill Craybas | 6–1, 6–2  |